# Boana dentei
Boana dentei é uma espécie de anfíbio da família Hylidae. Pode ser encontrada na Serra do Navio, no Brasil e na Guiana Francesa.